# Michal Morvay
Michal Morvay (* 19. August 1996 in Nitra) ist ein slowakischer Geher.

## Sportliche Laufbahn
Michal Morvay bestritt im Jahr 2012 seine ersten internationalen Wettkämpfe im Gehen. In jenem Jahr wurde er sowohl in der Halle als auch in der Freiluft Slowakischer Vizemeister in der Altersklasse U18. 2013 qualifizierte er sich für die U18-Weltmeisterschaften in Donezk. Mit persönlicher Bestzeit in 47:51,77 min über 10.000 Meter belegte er im Ziel den 16. Platz. Ein Jahr später trat er im Sommer bei den U20-Weltmeisterschaften in den USA an. Trotz neuer Bestzeit von 46:34,31 min kam er nicht über Platz 29 hinaus. 2015 startete er bei den U20-Europameisterschaften in Schweden und belegte über 10.000 Meter den 18. Platz. Zuvor bestritt er im April erstmals einen Wettkampf über die 20-km-Distanz der Erwachsenen. Über diese Distanz ging er zwei Jahre später auch bei den U23-Europameisterschaften in Polen an den Start. Nach 1:30:05 min belegte er den 22. Platz. 2018 beendete Morvay im Rahmen der Italienischen Meisterschaften erstmals einen Wettkampf über 50 km, die fortan seine bevorzugte Distanz wurden. 2020 gewann er die Silbermedaille bei den Slowakischen Hallenmeisterschaften. Im Frühjahr 2021 stellte Morvay in der Heimat in 3:57:59 h eine neue Bestzeit über 50 km auf und qualifizierte sich damit für die Olympischen Sommerspiele in Tokio. Anfang August trat er bei den Spielen an, bei denen die Gehwettbewerbe in Sapporo ausgetragen wurden. Morvay erreichte bei seinem Olympiadebüt nach 4:15:22 h auf Platz 41 das Ziel. 2022 trat Morvay in München zu seinen ersten Europameisterschaften über die 35-km-Distanz an. Er absolvierte den Wettkampf in 2:36:04 h und belegte damit den siebten Platz.
Morvay wurde in den Jahren 2020 und 2021 jeweils Slowakischer Meister über 50 km. Zu seinen Hobby zählt er das Verreisen, Fußballspielen und Tennis. Seine sportlichen Vorbilder sind Weltfußballer Cristiano Ronaldo und der slowakische Olympiasieger von 2016 über 50 km Gehen, Matej Tóth.

## Wichtige Wettbewerbe
| Jahr                 | Veranstaltung             | Ort                  | Platz                | Disziplin            | Zeit                 |
| Startet für Slowakei | Startet für Slowakei      | Startet für Slowakei | Startet für Slowakei | Startet für Slowakei | Startet für Slowakei |
| -------------------- | ------------------------- | -------------------- | -------------------- | -------------------- | -------------------- |
| 2013                 | U18-Weltmeisterschaften   | Donezk               | 16.                  | 10.000 m Bahngehen   | 47:51,77 min         |
| 2014                 | U20-Weltmeisterschaften   | Eugene               | 29.                  | 10.000 m Bahngehen   | 46:34,31 min         |
| 2015                 | U20-Europameisterschaften | Eskilstuna           | 18.                  | 10.000 m Bahngehen   | 43:58,60 min         |
| 2017                 | U23-Europameisterschaften | Bydgoszcz            | 22.                  | 20 km Gehen          | 1:30:05 h            |
| 2021                 | Olympische Sommerspiele   | Tokio                | 41.                  | 50 km Gehen          | 4:15:22 h            |
| 2022                 | Europameisterschaften     | München              | 7.                   | 35 km Gehen          | 2:36:04 h            |

## Persönliche Bestleistungen
Freiluft
- 5000-m-Bahngehen: 19:56,6 min, 23. April 2021, Banská Bystrica
- 10.000-m-Bahngehen: 43:31,0 min, 16. Mai 2015, Ostrava
- 10-km-Gehen: 42:21 min, 21. September 2019, Banská Bystrica
- 20-km-Gehen: 1:25:51 h, 10. Oktober 2020, Poděbrady
- 35-km-Gehen: 2:34:56 h, 23. April 2022, Dudince
- 50-km-Gehen: 3:57:59 h, 20. März 2021, Dudince

Halle
- 5000-m-Bahngehen: 19:55,03 min, 13. Februar 2022, Prag